# 킹 시스터스

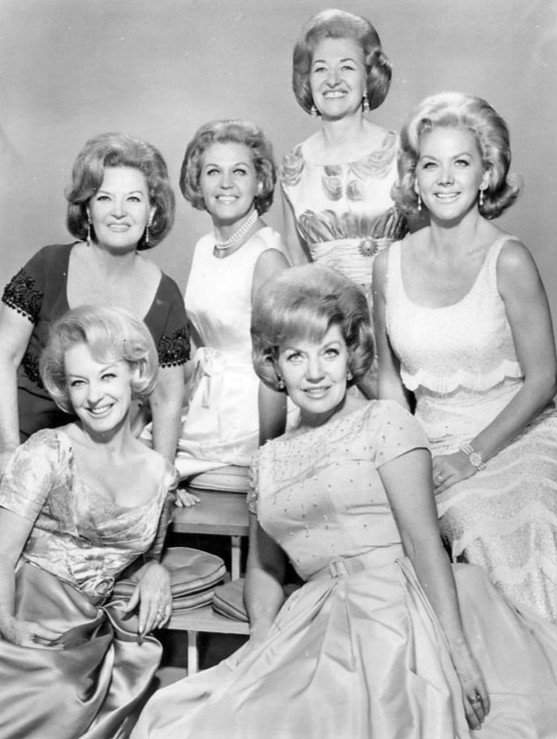

킹 시스터스(The King Sisters)는 1940년대부터 1950년까지 활약한 미국의 여성 보컬 그룹이다. 양친이 예능인인 8남매 모두 노래와 춤이 능숙하였다. 1940년대 유타주 솔트레이크시티에서 킹 시스터스 트리오로 발족하여 라디오의 출연 등으로 인기를 모았다. 후에 루이제, 앨리스, 돈나, 이본느 등에 의한 쿼르텟이 되었으며, 그 후에 돈나가 마릴린과 교대하였으나 그녀들의 현대적인 하모니는 널리 알려져 있다.